# カラ (アルバム)
『カラ』（Kala）は、イギリスのミュージシャンM.I.A.の2枚目のスタジオ・アルバムである。2007年に発売され、ビルボードのトップ・エレクトロニックで1位を記録した。
『ローリング・ストーン誌が選ぶオールタイム・ベストアルバム500』に於いて、393位にランクイン。

## トラックリスト
1. Bamboo Banga
2. Bird Flu
3. Boyz
4. Jimmy
5. Hussel
6. Mango Pickle Down River
7. 20 Dollar
8. World Town
9. The Turn
10. XR2
11. Paper Planes
12. Come Around
13. Far Far
14. Big Branch
15. What I Got
16. Bird Flu (Cavemen Remix)